# Dobřínsko
Dobřínsko är en ort i Tjeckien.   Den ligger i regionen Södra Mähren, i den sydöstra delen av landet, 180 km sydost om huvudstaden Prag. Dobřínsko ligger 294 meter över havet och antalet invånare är 369.
Terrängen runt Dobřínsko är huvudsakligen platt, men österut är den kuperad. Runt Dobřínsko är det ganska tätbefolkat, med 172 invånare per kvadratkilometer. Närmaste större samhälle är Moravský Krumlov, 3,7 km öster om Dobřínsko. Trakten runt Dobřínsko består till största delen av jordbruksmark.